# Канадский фестиваль балета
 Канадский фестиваль балета  — ежегодный фестиваль, который проводился в Канаде с 1948 по 1954 год. В фестивале принимали участие различные канадские танцевальные группы, и их целью было привлечение общественного интереса к классическому танцу. До существования этого фестиваля профессиональным канадским танцорам было трудно заработать на жизнь, но когда фестиваль прекратил своё существование (1954), канадские танцоры смогли найти оплачиваемую работу на канадском телевидении.

## Формирование
В 1947 году компания  Royal Winnipeg Ballet  начала работать над организацией канадского фестиваля балета под руководством менеджера Дэвида Йеддэй. Позже фестиваль стал официальным. Королевская комиссия по национальному развитию в области искусства, литературы и науки, решила, что целью фестиваля будет привлечение интереса к классическому танцу и подготовка профессиональных канадских танцоров, чтобы в итоге они могли зарабатывать своим искусством в собственной стране.

## События
Первый фестиваль состоялся в 1948 году в Виннипеге. В фестивале приняли участие три балетных труппы. В дополнение к молодым танцорам Виннипега, в фестивале приняли участие опытные солисты из Торонто по руководством основоположника канадского балета Бориса Волкова и Монреаль под руководством модернистской труппы Рут Сорель. Кей Армстронг планировал поучаствовать с собственной школой балета, что сделало бы его единственным канадским балетмейстером с оригинальным балетом. Однако, когда обещанная субсидия была забрана, труппа Армстронга не могла позволить себе участвовать.
Канадские композиторы сочинили большую часть музыки для второго ежегодного фестиваля, проведённого в Торонто в марте 1949 года в театре Royal Alexandra. В этом фестивале принимали участие одиннадцать танцевальных компаний и был проведён 21 балет. Сэмюэль Херсенхорен дирижировал оркестром. После фестиваля 1949 года, участвующие учителя сформировали канадскую Ассоциацию учителей танца, чтобы объединиться, общаться и контролировать стандарты обучения.
Третий ежегодный фестиваль состоялся в ноябре 1950 года в Монреале в котором участвовали пятнадцать канадских компаний и двадцать три оригинальных балета. Сидни Джонсон и Марсель Валуа написали введение к программе 1950 года Le Ballet Concert performed Étude and Le Rêve Fantasque.. На фестиваль была приглашена Силия Франка, основательница Национального балета Канады.
Четвёртый фестиваль был проведён в Торонто в 1952 году. Пятый фестиваль прошёл весной 1953 года в Малом театре в Оттаве. Британская компания балета выполнила прелюдии Гершвина Леонарда Гибсона. К 1954 году фестиваль был закончен, канадские танцоры смогли найти оплачиваемую работу на телевидении через Национальный балет Канады и Королевский балет Виннипега.